# World Electronic Sports Games

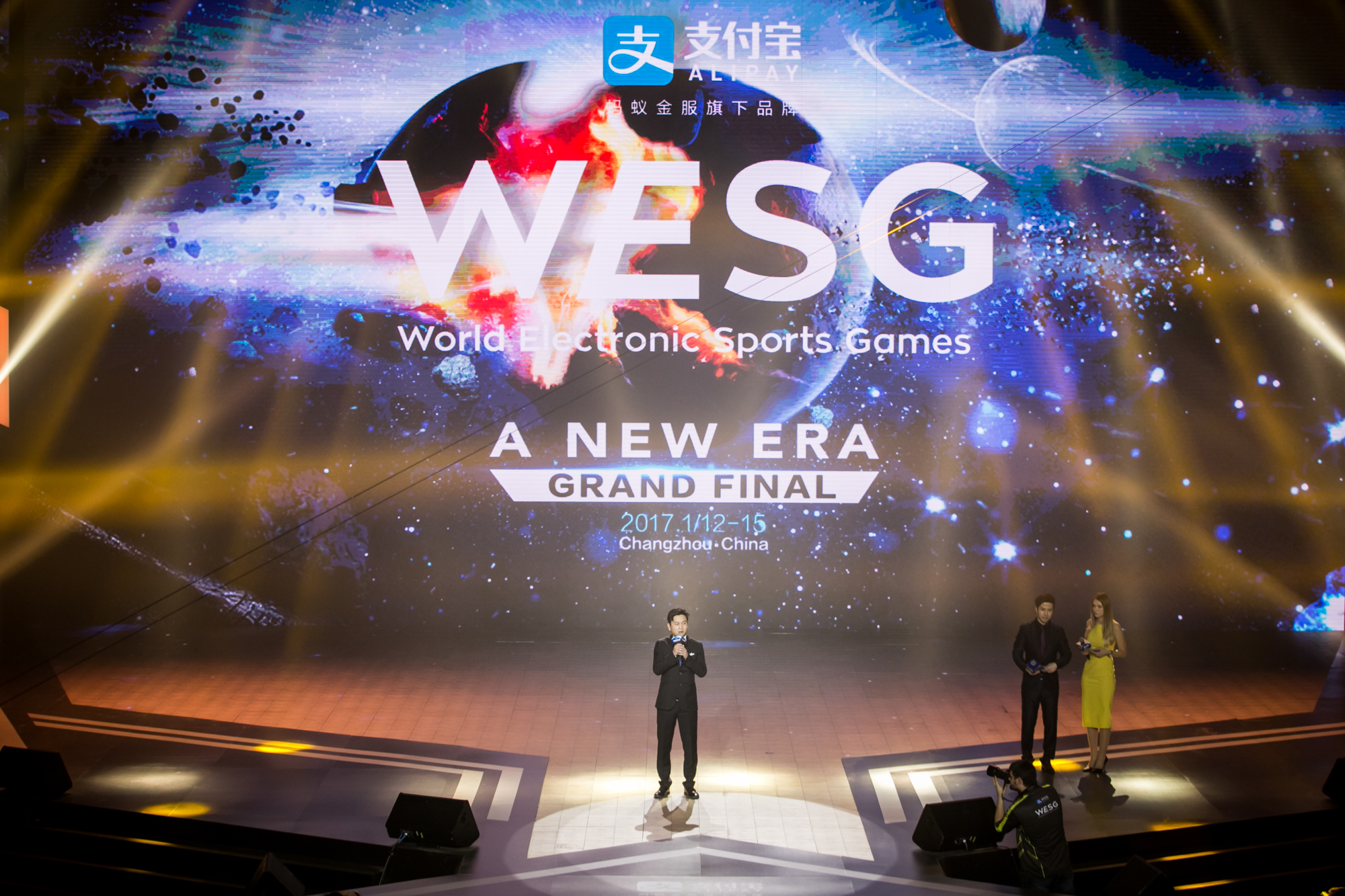
Die Bühne der ersten WESG-Finals

Die World Electronic Sports Games (kurz: WESG) sind ein E-Sport-Event, das Ende März 2016 durch die Alibaba Sports Group in Zusammenarbeit mit dem sozialen Netzwerk Yuuzoo und der E-Sport-Liga Star Ladder ins Leben gerufen wurde.
Die Turnierveranstalter haben das Ziel das Turnier als Nachfolger der World Cyber Games zu etablieren. Ähnlich wie bei den World Cyber Games müssen bei mannschaftlich ausgetragenen Disziplinen alle Teilnehmer eines Teams einer Nation angehören. Mit dem Verbot von Doping und Cheating, sowie durch Festlegen von Altersbegrenzungen, möchten die Turnierveranstalter moralische Richtlinien setzen.
Das Finale der ersten Saison fand vom 12. bis zum 15. Januar 2017 in Changzhou statt. Dort ging es für die qualifizierten Teams und Spieler in den Disziplinen Counter-Strike: Global Offensive, Dota 2, Hearthstone: Heroes of Warcraft und StarCraft II um rund 3,7 Millionen US-Dollar.

## Ergebnisse

### Final-Turnier
| Disziplin           | Jahr, Austragungsort | Preisgeld   | Platz 1                        | Platz 2                       | Platz 3                       | Platz 4                          |
| ------------------- | -------------------- | ----------- | ------------------------------ | ----------------------------- | ----------------------------- | -------------------------------- |
| CS:GO               | 2016/17, Changzhou   | 1.500.000 $ | Team EnVyUs                    | Team Kinguin                  | Virtus.pro                    | Space Soldiers                   |
| CS:GO               | 2017/18, Haikou      | 1.500.000 $ | Fnatic                         | Space Soldiers                | Team Russia                   | Team One                         |
| CS:GO               | 2018/19, Chongqing   | 890.000 $   | Windigo                        | AGO Esports                   | G2 Esports                    | Fnatic                           |
| CS:GO (Damen)       | 2017/18, Haikou      | 170.000 $   | Russian Forces                 | LLG Gaming                    | Those Damn Canadians          | Team Sweden                      |
| CS:GO (Damen)       | 2018/19, Chongqing   | 105.000 $   | Counter Logic Gaming           | Lazarus Esports               | Those Damn Canadians          | Carnage Esports Female           |
| Dota 2              | 2016/17, Changzhou   | 1.500.000 $ | TNC Pro Team                   | Cloud 9                       | Alliance                      | Infamous                         |
| Dota 2              | 2017/18, Haikou      | 1.500.000 $ | Team Russia                    | paiN Gaming                   | Team Hellas                   | Rock.Y                           |
| Dota 2              | 2018/19, Chongqing   | 890.000 $   | TNC Predator                   | Keen Gaming                   | White-Off                     | Team Ukraine                     |
| Hearthstone         | 2016/17, Changzhou   | 300.000 $   | "Staz" Euneil Javiñas          | "Orange" Jon Westberg         | "BunnyHoppor" Raphael Peltzer | "Xixo" Sebastian Bentert         |
| Hearthstone         | 2017/18, Haikou      | 300.000 $   | "Fujitora" Kaan Çekli          | "Luker" Michael Luker         | "posesi" Wataru Ishibashi     | "ScreaM" Kantaphon Suwanmalee    |
| Hearthstone         | 2018/19, Chongqing   | 138.000 $   | "PurpleDrank" Ryan Murphy-Root | "山下智久" unbekannt          | "Alex" unbekannt              | "justsaiyan" David Shan          |
| Hearthstone (Damen) | 2017/18, Haikou      | 51.000 $    | "GLHuiHui" Chen Yu-Yan         | "DawnLiooon" Li Xiao-Meng     | "Yan" Ip Yan                  | "Scarakye" Cordelia Sheehin Chui |
| Hearthstone (Damen) | 2018/19, Chongqing   | 35.000 $    | "다롱이" Ye Hong-da            | "BabyBear" Kalin Cassie Sarah | "Justine" Justine Wu          | "优格" Jing Zhuoyang             |
| StarCraft 2         | 2016/17, Changzhou   | 402.000 $   | "TY" Jun Tae-yang              | "Maru" Cho Seong-ju           | "Neeb" Alex Sunderhaft        | "ShoWTimE" Tobias Sieber         |
| StarCraft 2         | 2017/18, Haikou      | 400.000 $   | "Maru" Cho Seong-ju            | "Dark" Park Ryung-woo         | "Serral" Joona Sotala         | "Classic" Kim Doh-woo            |
| StarCraft 2         | 2018/19, Chongqing   | 240.000 $   | "INnoVation" Lee Shin-hyung    | "Serral" Joona Sotala         | "Maru" Cho Seong-ju           | "Scarlett" Sasha Hostyn          |

### Kontinentale Vorentscheide

#### Afrika & Naher Osten
| Disziplin   | Jahr, Austragungsort | Preisgeld | Platz 1                       | Platz 2                 | Platz 3                  | Platz 4                |
| ----------- | -------------------- | --------- | ----------------------------- | ----------------------- | ------------------------ | ---------------------- |
| CS:GO       | 2016/17, Dubai       | ~75.000 $ | Space Soldiers                | Bravado Gaming          | Dark Passage             | Chosen5                |
| Dota 2      | 2016/17, Dubai       | ~75.000 $ | Aboshamalah                   | Dark Passage            | Bravado Gaming           | Slice N' Dice          |
| Hearthstone | 2016/17, Dubai       | ~28.000 $ | "Th3jok3r" François Neethling | "Sanver" Sanver Unsal   | "Lord" unbekannt         | "KingSlayer" unbekannt |
| StarCraft 2 | 2016/17, Dubai       | ~28.000 $ | "Stephano" Ilyes Satouri      | "Drager" Edwin Williams | "Zerghamdi" Berkay Erbaş | "Aegwynn" unbekannt    |

#### Amerika (Nord & Süd)
| Disziplin   | Jahr, Austragungsort | Preisgeld | Platz 1                   | Platz 2                     | Platz 3                | Platz 4                   |
| ----------- | -------------------- | --------- | ------------------------- | --------------------------- | ---------------------- | ------------------------- |
| CS:GO       | 2016/17, São Paulo   | ~75.000 $ | Selfless Gaming           | subtLe                      | Team Quetzal           | Team One                  |
| Dota 2      | 2016/17, São Paulo   | ~75.000 $ | Infamous                  | Kingao+4                    | Team DileCom           | T Show                    |
| Hearthstone | 2016/17, São Paulo   | ~28.000 $ | "PNC" Francisco Leimontas | "Impact" Josh Graham        | "Talion" unbekannt     | "Nessteban" unbekannt     |
| StarCraft 2 | 2016/17, São Paulo   | ~28.000 $ | "Scarlett" Sasha Hostyn   | "SpeCial" Juan Carlos Lopez | "Neeb" Alex Sunderhaft | "Kelazhur" Diego Schwimer |

2017/18 fand kein offline-Turnier in Amerika statt, nachdem ein geplantes Turnier in Santa Ana abgesagt wurde. Als Grund wurden Probleme mit der Einreise aufgrund veränderter VISA-Bestimmungen angeführt.

#### Asien & Pazififregion
| Disziplin           | Jahr, Austragungsort | Preisgeld | Platz 1               | Platz 2                    | Platz 3                   | Platz 4                   |
| ------------------- | -------------------- | --------- | --------------------- | -------------------------- | ------------------------- | ------------------------- |
| CS:GO               | 2016/17, Gyeonggi    | ~75.000 $ | k23                   | FIVE eSports Club          | VG.CyberZen               | Fire Dragoon              |
| CS:GO               | 2017/18, Jiaozhou    | 092.500 $ | ORDER                 | MVP PK                     | B.O.O.T-dS                | NSPR Gaming               |
| CS:GO (Damen)       | 2017/18, Jiaozhou    | 016.000 $ | Etab                  | Asterisk                   | k23 female                | No IdeA                   |
| Dota 2              | 2016/17, Gyeonggi    | ~75.000 $ | TBONTB                | NoLifer5.Reborn            | s1 Lykos                  | Signature.Trust           |
| Dota 2              | 2017/18, Jiaozhou    | 092.500 $ | Rock.Y                | Keen Gaming                | Team Kazakhstan           | Seventh Heaven            |
| Hearthstone         | 2016/17, Gyeonggi    | ~28.000 $ | "losefield" Tsun Wing | "Shy" Leung Pak Kan        | "ReneKuroi" Ryo Shigekiyo | "Mikka" Pagorn Kitmanomai |
| Hearthstone         | 2017/18, Jiaozhou    | 034.000 $ | "Mazen" unbekannt     | "nexok40" Novan Kristianto | "posesi" unbekannt        | "ProfessorOak" unbekannt  |
| Hearthstone (Damen) | 2017/18, Jiaozhou    | 04.800 $  | "Yan" Ip Yan          | "DawnLiooon" Li Xiao-Meng  | "littleaurora" unbekannt  | "SaltyMonkey" unbekannt   |
| StarCraft 2         | 2016/17, Gyeonggi    | ~28.000 $ | "TY" Jun Tae-yang     | "Maru" Cho Seong-ju        | "XY" Xiang Yao            | "Rex" Lei Hao Cheng       |
| StarCraft 2         | 2017/18, Jiaozhou    | 038.000 $ | "Classic" Kim Doh-woo | "Dark" Park Ryung-woo      | "TIME" Li Peinan          | "Maru" Cho Seong-ju       |

#### Europa & CIS
| Disziplin           | Jahr, Austragungsort | Preisgeld | Platz 1                    | Platz 2                    | Platz 3                       | Platz 4                        |
| ------------------- | -------------------- | --------- | -------------------------- | -------------------------- | ----------------------------- | ------------------------------ |
| CS:GO               | 2016/17, Kiew        | ~75.000 $ | Team Dignitas              | Team Russland              | Virtus.pro                    | Team Kinguin                   |
| CS:GO               | 2017/18, Barcelona   | 092.500 $ | Team Ukraine               | Godsent                    | Space Soldiers                | Fnatic                         |
| CS:GO (Damen)       | 2017/18, Barcelona   | 016.000 $ | Russian Forces             | Dynasty Gaming             | LEGO                          | Team Rumänien                  |
| Dota 2              | 2016/17, Kiew        | ~75.000 $ | The Imperial               | Horde                      | Alliance                      | Team Ukraine                   |
| Dota 2              | 2017/18, Barcelona   | 092.500 $ | AntiHype                   | mousesports                | Team Ukraine                  | UAshki                         |
| Hearthstone         | 2016/17, Kiew        | ~28.000 $ | "Xixo" Sebastian Bentert   | "Orange" Jon Westberg      | "BunnyHoppor" Raphael Peltzer | "korvus" Mikhail Portyansky    |
| Hearthstone         | 2017/18, Barcelona   | 034.000 $ | "MatTheGreat" Mathias Prip | "Turna" Marco Castiglioni  | "Kaisercillo" David Muñoz     | "Savva" Savva Alkov            |
| Hearthstone (Damen) | 2017/18, Barcelona   | 04.800 $  | "Arya" Laura Molina Quinto | "harleen" Maria Kobzar     | "Scarakye" Cordelia Chui      | "Deela" Kristin Benders        |
| StarCraft 2         | 2016/17, Kiew        | ~28.000 $ | "Nerchio" Artur Bloch      | "Elazer" Mikołaj Ogonowski | "Beastyqt" Aleksandar Krstić  | "Namshar" Christoffer Kolmodin |
| StarCraft 2         | 2017/18, Barcelona   | 040.000 $ | "Serral" Joona Sotala      | "Nerchio" Artur Bloch      | "Elazer" Mikołaj Ogonowski    | "ShoWTimE" Tobias Sieber       |